# Andreas Hurschler
Andreas Hurschler (ur. 14 września 1977 w Stans) – szwajcarski narciarz klasyczny, specjalista kombinacji norweskiej, zawodnik klubu Skiclub Bannalp.

## Kariera
Po raz pierwszy na arenie międzynarodowej Andreas Hurschler pojawił się w sezonie 1994/1995 Pucharu Świata B. W zawodach tego cyklu startował do sezonu 2006/2007, najlepsze wyniki osiągając w edycji 2004/2005, kiedy ukończył rywalizację na piątej pozycji. W zawodach Pucharu Świata B czternaście razy stawał na podium, przy czym 20 stycznia 2000 roku w Calgary oraz 14 stycznia 2006 roku w Chaux-Neuve zwyciężał odpowiednio w sprincie i Gundersenie.
W Pucharze Świata zadebiutował 28 lutego 1995 roku w Bad Goisern, gdzie zajął 41. miejsce w zawodach metodą Gundersena. Pierwsze punkty zdobył jednak dopiero 5 lutego 2000 roku w japońskiej Hakubie, zajmując 30. miejsce w Gundersenie. Najlepiej prezentował się w sezonie 2005/2006, kiedy zajął 16. miejsce w klasyfikacji generalnej. Nigdy nie stał na podium indywidualnych zawodów tego cyklu, jednak 11 lutego 2005 roku wspólnie z kolegami zajął trzecie miejsce w konkursie drużynowym.
Pierwszą dużą imprezą w jego karierze były Mistrzostwa Świata w Trondheim w 1997 roku, gdzie razem z kolegami był siódmy w sztafecie. W latach 1999–2007 startował we wszystkich mistrzostwach świata oraz igrzyskach olimpijskich. Najlepiej wypadł na Mistrzostwach Świata w Val di Fiemme w 2003 roku, gdzie był piętnasty w sprincie oraz siedemnasty w Gundersenie. W konkursie drużynowym zajął tam ósme miejsce. Najbliżej medalu był w 2006 roku, podczas Igrzysk Olimpijskich w Turynie w 2006 roku, gdzie wraz z kolegami uplasował się na czwartej pozycji w zawodach drużynowych. Walkę o brązowy medal Szwajcarzy jednak wyraźnie przegrali z Finami. Indywidualnie plasował się na początku trzeciej dziesiątki.
Na arenie krajowej czterokrotnie zdobywał medale, w tym był najlepszy w zawodach indywidualnych w 2006 roku. Po zakończeniu sezonu 2006/2007 Hurschler postanowił zakończyć karierę.
Jego brat Seppi Hurschler także uprawia kombinację norweską.

## Osiągnięcia

### Igrzyska Olimpijskie
| Miejsce | Dzień     | Rok  | Miejscowość    | Konkurencja           | Wynik zwycięzcy | Strata      | Zwycięzca      |
| ------- | --------- | ---- | -------------- | --------------------- | --------------- | ----------- | -------------- |
| 25.     | 9 lutego  | 2002 | Salt Lake City | Gundersen K-90/15 km  | 39:11.7 min     | +5:07.7 min | Samppa Lajunen |
| 7.      | 14 lutego | 2002 | Salt Lake City | Sztafeta K-90/4x5 km  | 48:42.2 min     | +3:25.7 min | Finlandia      |
| 21.     | 21 lutego | 2002 | Salt Lake City | Sprint K-120/7.5 km   | 16:40.1 min     | +1:41.8 min | Samppa Lajunen |
| 23.     | 11 lutego | 2006 | Pragelato      | Gundersen HS106/15 km | 39:44.6 min     | +3:37.3 min | Georg Hettich  |
| 4.      | 15 lutego | 2006 | Pragelato      | Sztafeta HS134/4x5 km | 49:52.6 min     | +1:22.3 min | Austria        |
| 21.     | 21 lutego | 2006 | Pragelato      | Sprint HS134/7.5 km   | 18:29.0 min     | +1:12.6 min | Felix Gottwald |

### Mistrzostwa świata
| Miejsce | Dzień     | Rok  | Miejscowość   | Konkurencja           | Wynik zwycięzcy | Strata      | Zwycięzca        |
| ------- | --------- | ---- | ------------- | --------------------- | --------------- | ----------- | ---------------- |
| 7.      | 23 lutego | 1997 | Trondheim     | Sztafeta K-90/4x5 km  | 48:54.1 min     | +3:07.0 min | Norwegia         |
| 40.     | 20 lutego | 1999 | Ramsau        | Gundersen K-90/15 km  | 37:04.8 min     | ?           | Bjarte Engen Vik |
| 33.     | 15 lutego | 2001 | Lahti         | Gundersen K-90/15 km  | 39:26.7 min     | ?           | Bjarte Engen Vik |
| 10.     | 20 lutego | 2001 | Lahti         | Sztafeta K-90/4x5 km  | 48:54.1 min     | +5:14.6 min | Norwegia         |
| 17.     | 21 lutego | 2003 | Val di Fiemme | Gundersen K-95/15 km  | 37:54.2 min     | +3:47.1 min | Ronny Ackermann  |
| 8.      | 24 lutego | 2003 | Val di Fiemme | Sztafeta K-95/4x5 km  | 47:23.9 min     | +5:44.4 min | Austria          |
| 15.     | 28 lutego | 2003 | Val di Fiemme | Sprint K-120/7.5 km   | 18:47.8 min     | +1:14.0 min | Johnny Spillane  |
| 19.     | 18 lutego | 2005 | Oberstdorf    | Gundersen HS100/15 km | 38:56.2 min     | +1:23.9 min | Ronny Ackermann  |
| 6.      | 23 lutego | 2005 | Oberstdorf    | Sztafeta HS137/4x5 km | 49:45.5 min     | +2:44.0 min | Norwegia         |
| 22.     | 27 lutego | 2005 | Oberstdorf    | Sprint HS137/7.5 km   | 20:15.6 min     | +2:10.2 min | Ronny Ackermann  |
| 23.     | 23 lutego | 2007 | Sapporo       | Sprint HS134/7.5 km   | 17:40.2 min     | +2:45.2 min | Hannu Manninen   |
| 5.      | 25 lutego | 2007 | Sapporo       | Sztafeta HS134/4x5 km | 49:14.9 min     | +3:41.8 min | Finlandia        |
| 24.     | 3 marca   | 2007 | Sapporo       | Gundersen HS100/15 km | 38:35.6 min     | +4:21.5 min | Ronny Ackermann  |

### Puchar Świata

#### Miejsca w klasyfikacji generalnej
- sezon 1994/1995: -
- sezon 1996/1997: -
- sezon 1999/2000: 32.
- sezon 2000/2001: 66.
- sezon 2001/2002: 36.
- sezon 2002/2003: 35.
- sezon 2003/2004: 19.
- sezon 2004/2005: 47.
- sezon 2005/2006: 16.
- sezon 2006/2007: 41.

#### Miejsca na podium chronologicznie
Hurschler nigdy nie stał na podium indywidualnych zawodów Pucharu Świata.

### Puchar Kontynentalny

#### Miejsca w klasyfikacji generalnej
- sezon 1994/1995: 61.
- sezon 1995/1996: 30.
- sezon 1996/1997: 29.
- sezon 1997/1998: 15.
- sezon 1998/1999: 27.
- sezon 2002/2003: -
- sezon 2004/2005: 5.

#### Miejsca na podium chronologicznie
| Nr  | Data             | Miejscowość            | Konkurencja            | Wynik zwycięzcy | Pozycja | Strata  | Zwycięzca        |
| --- | ---------------- | ---------------------- | ---------------------- | --------------- | ------- | ------- | ---------------- |
| 1.  | 13 marca 1999    | Klingenthal            | Gundersen K90/15 km    | ?               | 2.      | ?       | Eiji Masaki      |
| 2.  | 9 stycznia 2000  | Garmisch-Partenkirchen | Gundersen K115/15 km   | ?               | 2.      | ?       | Jens Gaiser      |
| 3.  | 14 stycznia 2000 | Lake Placid            | Sprint K120/7.5 km     | ?               | 2.      | ?       | Christoph Bieler |
| 4.  | 19 stycznia 2000 | Calgary                | Gundersen K90/15 km    | ?               | 2.      | ?       | Christoph Bieler |
| 5.  | 20 stycznia 2000 | Calgary                | Sprint K90/7.5 km      | ?               | 1.      | -       | -                |
| 6.  | 6 stycznia 2002  | Klingenthal            | Gundersen K90/15 km    | ?               | 2.      | +18.5 s | Frédéric Baud    |
| 7.  | 11 stycznia 2002 | Baiersbronn            | Start masowy K90/10 km | ?               | 2.      | +18.5 s | Jan Schmid       |
| 8.  | 13 stycznia 2002 | Baiersbronn            | Sprint K90/7.5 km      | ?               | 2.      | +1.0 s  | Frédéric Baud    |
| 9.  | 14 stycznia 2002 | Baiersbronn            | Sprint K90/7.5 km      | ?               | 2.      | +1.7 s  | Jan Schmid       |
| 10. | 19 stycznia 2003 | Oberwiesenthal         | Sprint K95/7.5 km      | ?               | 2.      | +1.5 s  | Frédéric Baud    |
| 11. | 13 stycznia 2006 | Chaux-Neuve            | Sprint HS97/7.5 km     | 20:22.5 min     | 2.      | +1.2 s  | Ronny Heer       |
| 12. | 14 stycznia 2006 | Chaux-Neuve            | Gundersen HS97/15 km   | 42:19.1 min     | 1.      | -       | -                |
| 13. | 20 stycznia 2006 | Oberstdorf             | Sprint HS137/7.5 km    | 17:36.5 min     | 2.      | +1.0 s  | Ronny Heer       |
| 14. | 14 stycznia 2007 | Chaux-Neuve            | Gundersen HS100/15 km  | 31:34.8 min     | 2.      | +45.8 s | Jens Gaiser      |

### Letnie Grand Prix

#### Miejsca w klasyfikacji generalnej
- 1999: 16.
- 2000: 21.
- 2001: 19.
- 2002: -
- 2003: 28.
- 2004: 21.
- 2005: 20.
- 2006: 37.

#### Miejsca na podium chronologicznie
Hurschler nigdy nie stał na podium indywidualnych zawodów LGP.